# Tintorina
Tintorina – wymarły rodzaj owadów z rzędu jętek, obejmujący tylko jeden znany gatunek: Tintorina meridensis.
Gatunek i rodzaj zostały opisane w 2001 roku przez Wiesława Krzemińskiego i Cristinę Lombardo na podstawie dwóch skamieniałości, odkrytych w szwajcarskim Meride i pochodzących z triasu środkowego. Nazwa rodzajowa pochodzi od nazwiska paleontologa Andrea Tintoriego. Takson ten został zaliczony przez autorów do monotypowej rodziny Tintorinidae, którą w 2015 Pavel Sroka, Arnold Staniczek i Günter Bechly zaliczyli do nadrodziny Litophlebioidea.
Jętka ta miała długie i wąskie skrzydła. Przednie miały 11 mm długości i prostą krawędź kostalną, a tylne 10 mm i krawędź kostalną nieco wypukłą. Prawie całe skrzydła otaczała silnie zesklerotyzowana kosta. Żyłka subkostalna sięgała niewiele poza środek długości skrzydła. Tylna żyłka kubitalna była pojedyncza, zaś przednia rozdwojona. Występowała tylko jedna żyłka analna, wolna na tylnych skrzydłach, a częściowo zlana z żyłką kubitalną i tylną  żyłką kubitalną na skrzydłach przednich. Ciemniejsze rejony w tylnej i brzusznej części skrzydeł sugerują obecność wzoru barwnego. Odnóża były długie i smukłe, z wyjątkiem przednich, które były krótsze wskutek redukcji ud. Prawdopodobnie pięcioczłonowe stopy kończyły drobne pazurki.